# Château d'Ainay-le-Vieil
Le château d'Ainay-le-Vieil est un château médiéval construit au XIVe siècle sur l'emplacement d'une forteresse du XIIe siècle, au milieu du village d'Ainay-le-Vieil, dans le département français du Cher. Après l'avoir acheté à Jacques Cœur, Charles de Bigny fait édifier entre 1500 et 1505 un logis pré-Renaissance de style Louis XII,.
Depuis 1467, le château demeure dans la même famille. Trois générations de suite, il est transmis par les femmes, dont certaines alliances sont à la fois prestigieuses et connues. Les propriétaires actuels comptent parmi leurs ancêtres Jean-Baptiste Colbert, ministre de Louis XIV.
Surnommé « le petit Carcassonne » en raison de son enceinte fortifiée circulaire, le château d'Ainay-le-Vieil fait aujourd'hui partie de la route touristique Jacques Cœur.

## Historique
Le château est construit sur un site occupé autrefois par les Gallo-Romains. Fortifié dès le Haut Moyen Âge, il est situé sur la zone frontière qui séparait les domaines francs de ceux d’Aquitaine et, plus tard, ceux des rois de France des territoires anglais. Cette position stratégique, particulièrement jusqu’à la fin de la guerre de Cent Ans, explique la dimension de sa double enceinte qui lui a assuré force et pérennité. Il s’agissait d’une place importante pour le royaume, confiée à la garde de personnages proches des rois de France : Bourbon, des Barres, Sully, Culant.
Le château est cité dans le cartulaire de Champagne à la fin du XIe siècle. La localité est désignée sous le nom d'Ainacum Vetus (Ainay-le-Vieil) dans les années 1180, ce qui semble montrer qu'elle est antérieure à la petite ville proche d'Ainay-le-Château, siège d'une châtellenie des seigneurs de Bourbon. Elle se trouvait à proximité de l'ancienne voie romaine reliant Bourges à Néris. En 841 et 856, des actes citent la vicaria Ulnacencis ou Ainacensis dans le pagus de Bourges, qui devait correspondre à Ainay-le-Vieil plutôt qu'à Ainay-le-Château, cependant un doute subsiste car Ainay-le-Vieil n'était pas une vicaria (viguerie) contrairement à Ainay-le-Château, et que cette dernière avait des vignes (et en garde souvenir par le nom d'une rue) ; la charte de 841 mentionne une donation en vignes. Le château se situe près de la ville gallo-romaine de Drevant et devait être à l'origine une de ses protections avancées. La famille de Charenton possède un fort à Drevant : Ainay-le-Vieil est à la limite occidentale des possessions de cette maison féodale, dans la mouvance des comtes de Nevers et des sires princes de Bourbon.
La famille de Bourbon, propriétaire de la terre (plus tard duché) de Bourbon (cette famille est capétienne depuis 1249 seulement, avec les frères Eudes et Jean de Bourgogne puis le gendre de ce dernier, Robert), fut la première historiquement connue. La seigneurie est passée à la puissante famille des Barres. En 1213, la terre d'Ainay appartient à Pierre des Barres. Dans un acte de 1213, Pierre des Barres donne à l'abbaye de Bussières une rente à prendre soit sur la terre d'Ainay-le-Vieil, soit sur celle de Chemners ou sur celle de Meaulne. Deux actes testamentaires datés de 1235 et 1236 confirment cette possession. Pierre des Barres est probablement un des nombreux demi-frères de Guillaume III des Barres, qui s’illustre en sauvant le roi Philippe Auguste à la bataille de Bouvines en 1214. Bien qu'aucun acte le confirme, la terre d'Ainay devait être dès cette époque dans la mouvance des seigneurs de Bourbon car, en 1216, Pierre des Barres a rendu hommage au sire de Bourbon pour la forêt de Tronçais, des hommes à Coust, et pour des hommes et des maisons à Meaulne et à Ainay. Si Pierre des Barres a de bons rapports avec les sires de Bourbon, il se déclare aussi homme lige de la comtesse de Champagne, en 1216. Il est aussi lié avec la comtesse de Nevers, dont il a reçu des fiefs en 1221 et pour laquelle il s'est porté caution en 1222. Pierre des Barres est mort vers 1233-1234. On n'a pas de documents permettant d'attester que son fils aîné, Guillaume Ier, actif en 1225, mort après 1243, est seigneur d'Ainay-le-Vieil, pas plus que Pierre II des Barres, mort en 1310.

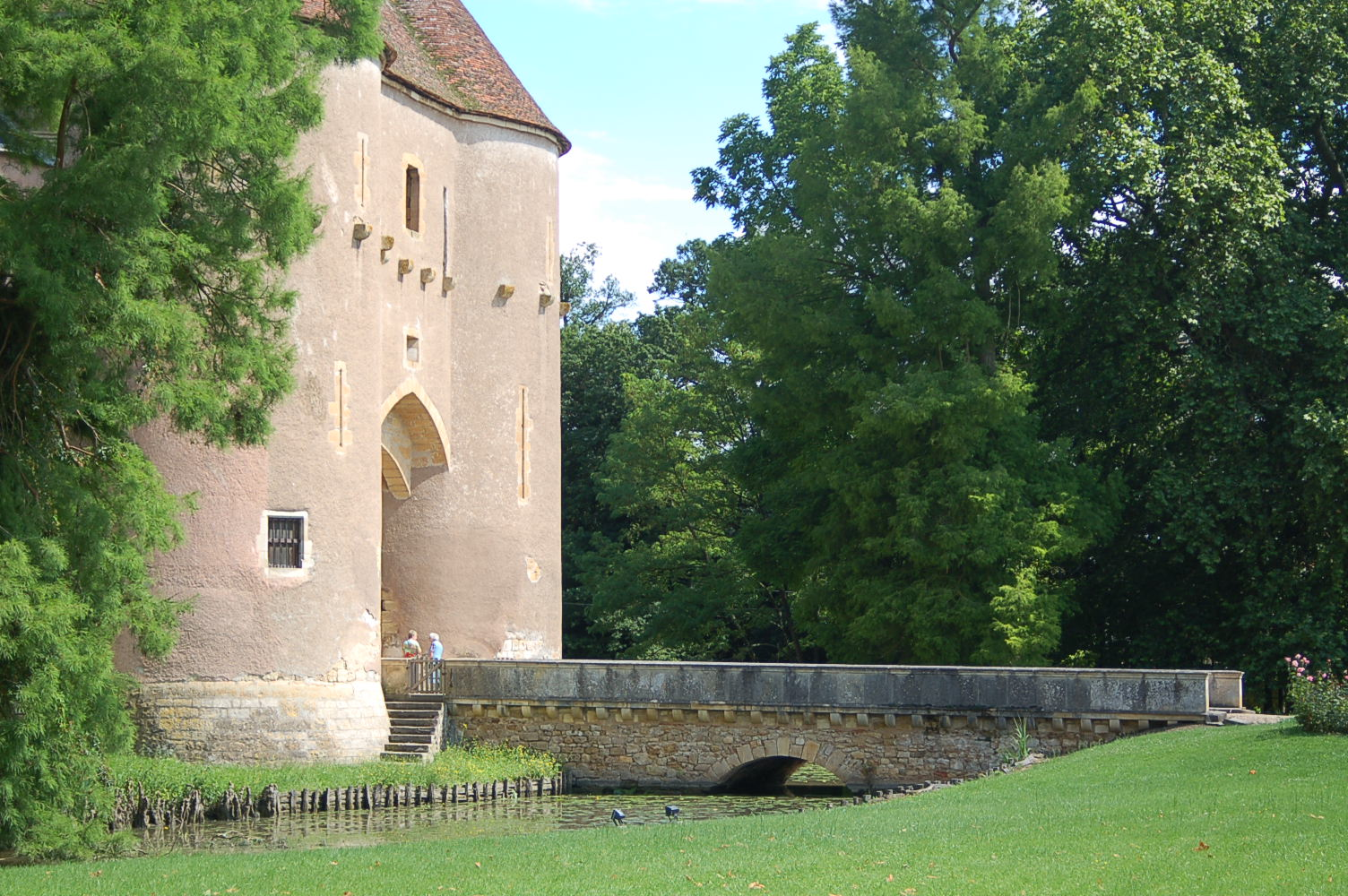
Vue extérieure de l'entrée du château, en 2007.

La famille de Sully, originaire du château de Sully-sur-Loire, possède pendant plus d’un siècle Ainay-le-Vieil, qui sert de tête de pont pour harceler les Anglais pendant la guerre de Cent Ans. Aucun document ne permet de savoir comment la terre d'Ainay-le-Vieil est passée dans le domaine de la famille de Sully. Gilles (ou Gilon) Ier de Sully, mort en 1345 et 1348, est seigneur de Beaujeu et d'Ainay-le-Vieil, fils d'Eudes III de Sully, arrière-petit-fils d'Eudes Ier de Sully, qui a fondé la branche des Sully-Beaujeu et était le frère de Simon de Sully, archevêque de Bourges.
Pendant la guerre de Cent Ans, il est le seul château de la région à rester français après la défaite de Poitiers en 1356.
À la fin des guerres franco-anglaises, le château perd son intérêt militaire.
La terre d'Ainay-le-Vieil passe aux barons de Culan(t) après le mariage en 1433 de Belle-assez de Sully, fille de Geoffroy de Sully, seigneur de Beaujeu, Ainay-le-Vieil, Magnac, Cluis-Dessus, Buxières-d'Aillac, Bouesse, Beaulieu et Guay-le-Viel, qui est l'arrière-petit-fils de Gilles Ier de Sully, avec Charles de Culant († 1460), grand maître de France.
Acheté aux Culant en 1435 par Jacques Cœur, l’argentier de Charles VII, puis confisqué à celui-ci lors de sa disgrâce. Cette vente n'a pas dû être exécutée car la vente des terres d'Ainay-le-Vieil et de Meaulne, le 14 décembre 1467, est passée par messire Louis de Belleville, chevalier, seigneur d'Ainay, et sa femme dame Marguerite de Culant, qui les avaient reçues en dot, au profit de Jean et Charles de Chevenon, écuyers, frères, seigneurs de Bigny ; Charles de Bigny fut grand écuyer de France en 1466-1470, mais fut-il aussi grand-maître des Coureurs de France, c’est-à-dire des Postes royales fondées par Louis XI ? ; les Chevenon de Bigny furent aussi seigneurs de Saint-Amand-le-Chastel — alias le châtel Saint-Amand — aussi après les Culan). Ainsi, le château d'Ainay est habité par les descendants de la famille de Bigny depuis plus de six siècles,.
La Révolution française épargne la forteresse d’une destruction totale, le marquis de Bigny habitant alors le château de Bigny, au nord de Saint-Amand-Montrond. Ce dernier y est décapité et son épouse s’exile alors en Angleterre ; son fils est tué dans la bataille de Quiberon qui oppose les aristocrates à l’armée révolutionnaire.
Au XIXe siècle, son neveu Anatole de Chevenon, devenu le nouveau marquis de Bigny, entreprend la restauration du château et des jardins d’Ainay, entre 1855 et 1860. Le parc de sept hectares est transformé en jardin paysager et des chartreuses sont créées près du « Carré en île », lui-même aménagé en potager,.
À son décès, sa fille, la comtesse de Villefranche hérite d’Ainay-le-Vieil, qui est dévolu ensuite à sa fille, la marquise de Colbert-Chabanais, et enfin à la fille de celle-ci, la baronne Géraud d’Aligny.
En 1954, le baron et la baronne Géraud d’Aligny, parents des actuels propriétaires, décident d’ouvrir le château au public. Ils sont à l’initiative de la Route du Cœur de la France, première des Routes historiques en France, avec plusieurs châteaux privés. Elle deviendra par la suite la route Jacques-Cœur. Un spectacle « Son et lumière » est créé un an après celui de Chambord. Le nombre de visiteurs augmente.
Depuis 1982, une politique culturelle active est menée. Les thèmes des expositions sont généralement liés à celui des Célébrations nationales.
En 1984, une tempête dévaste le parc, point de départ de grands travaux de réhabilitation.
En 1988 a lieu la création de la Route des Parcs et Jardins de la Région Centre, sous les auspices de la Demeure historique, par Marie-Sol de La Tour d’Auvergne, afin de développer le tourisme de jardins dans la région. L’Association des Parcs et Jardins de la Région Centre, créée à partir de la Route, devient l’organisme réunissant et représentant l’ensemble des jardins de la région Centre.
En 1993, à la suite de la baronne Géraud d’Aligny, Auguste d’Aligny est nommé gérant de la SCI familiale, qui compte six membres, tous enfants de la fondatrice. Le développement commercial du château conduit à la création de chambres d'hôtes, de gîtes, d'un restaurant, d'une salle de réception et d'une boutique. Des évènements ponctuels y sont aussi organisés (festival de peinture, rencontres musicales, journées du patrimoine, colloque sur Colbert, etc.).

## Description
Le château d’Ainay-le-Vieil est l’une des forteresses féodales les mieux conservées du centre de la France. Denis Hayot place la construction de l'enceinte dans la seconde moitié du XIIIe siècle, comme le montrent les archères à fente chanfreinée qui apparaissent à cette période. Denis Hayot note la proximité de conception de l'enceinte d'Ainay-le-Vieil avec celle du château de Billy, sans pouvoir en expliquer la raison. Son aspect actuel est dû en partie à Gilles de Sully, qui a modifié la forteresse primitive vers 1330.
Le château se présente sous la forme d’une enceinte octogonale irrégulière, de plus d’un demi hectare, entourée de douves d’eaux vives. Démunie de défenses naturelles comme tout château-fort de plaine, il comportait une seconde enceinte avec double fossé et double pont-levis. La seconde enceinte, aujourd’hui disparue, renfermait une surface d’environ trois hectares. Son tracé se lit encore sur le cadastre napoléonien datant des années 1830 et sur un plan copié sur celui-ci.

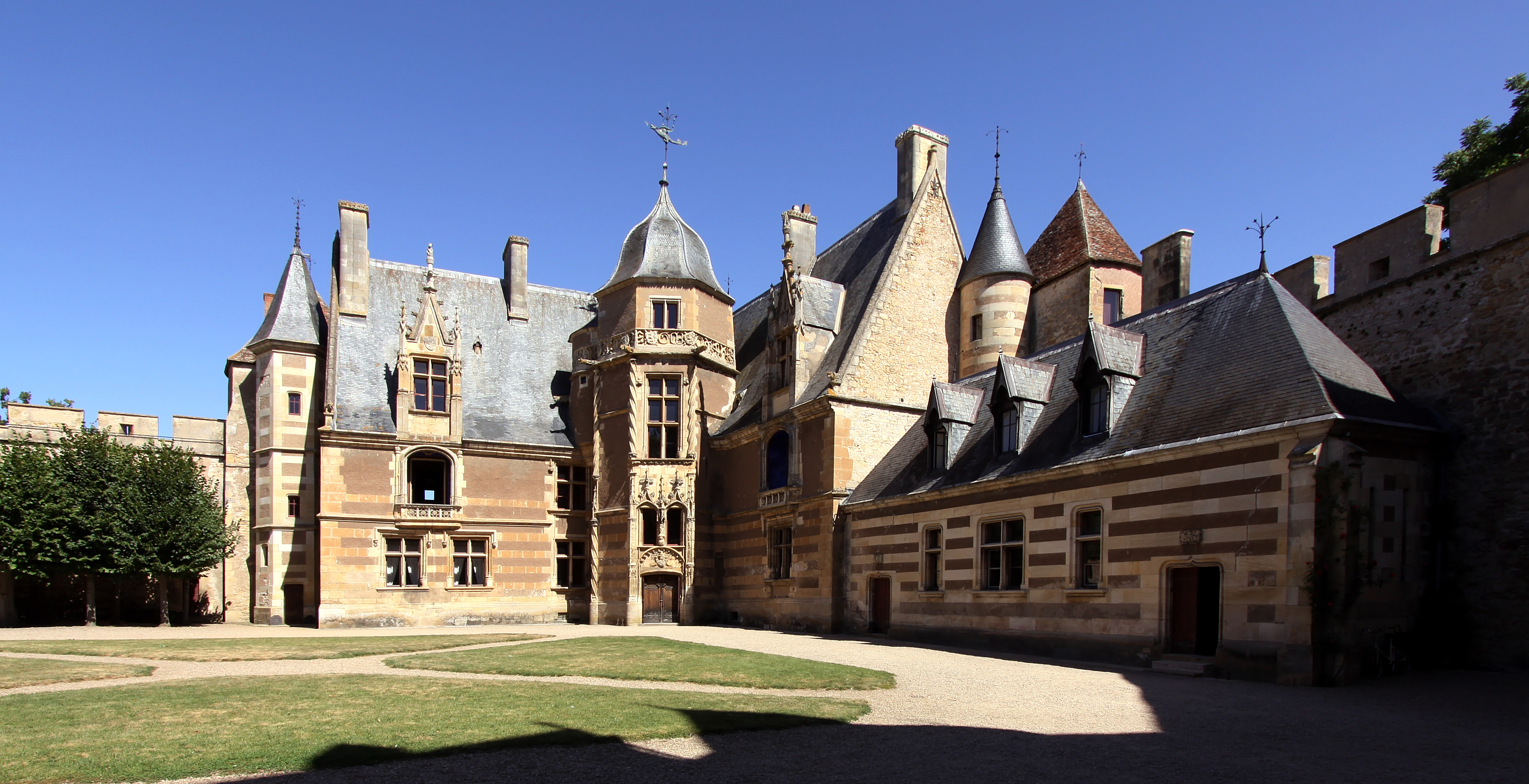
Le château en 2009.

À l’intérieur de l’enceinte, côté nord-est, Charles de Bigny fait édifier entre 1500 et 1505 un logis pré-Renaissance de style Louis XII en brique et pierre,. Son fils Claude, gouverneur de la Bastille à Paris et son petit-fils Gilbert, maître d’hôtel de la reine Catherine de Médicis, achèvent les embellissements.
Les intérieurs sont décorés de cheminées monumentales du même style.
Une chapelle est construite par Gilbert de Bigny, vers 1527, dans une des tours : elle est décorée d’un plafond à caissons sculptés dans la pierre, qui témoigne de l’avancée de l’influence italienne des débuts de la Renaissance française. Des peintures murales du XVIe et XVIIe siècles illustrent la vie du Christ. Elles sont attribuées à Jean Boucher et son école. La restauration récente des peintures permet de distinguer les apports des époques ultérieures : arabesque de feuillage du XVIIe siècle, bandes bleu ciel du XVIIIe siècle, peinture au pochoir du XIXe siècle.
De grandes fenêtres ont été ouvertes sur l’extérieur et sur la cour débarrassée de ses bâtiments militaires.
Vers 1600, deux pavillons de style Renaissance tardif sont construits face au château à l’emplacement de la seconde enceinte ; ils marquent l’entrée des jardins d’eau de la Renaissance créés par le marquis de Bigny qui, proche de la cour du roi, céda ainsi à la mode du temps.

### Les bâtiments

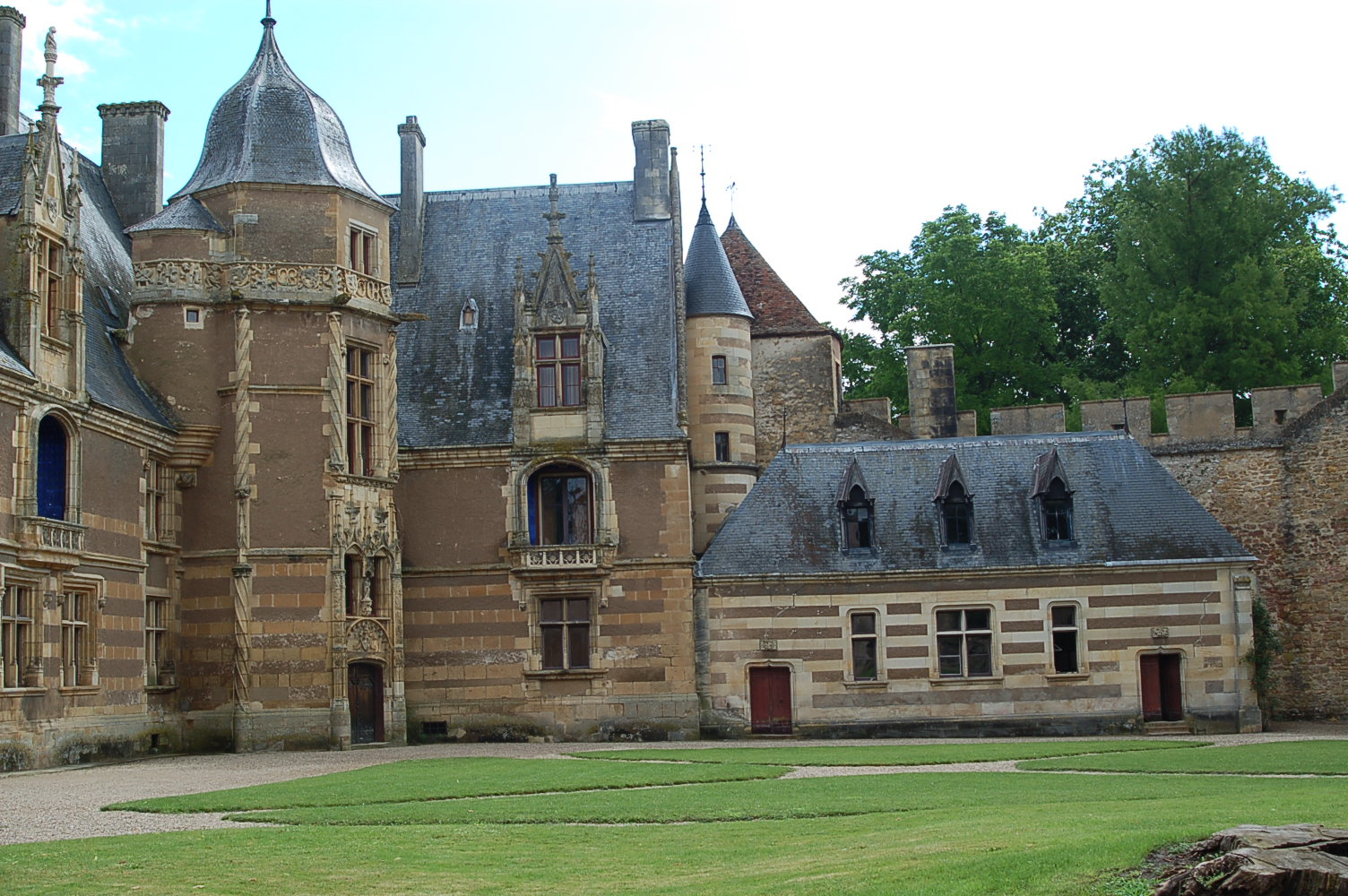
Corps de logis.
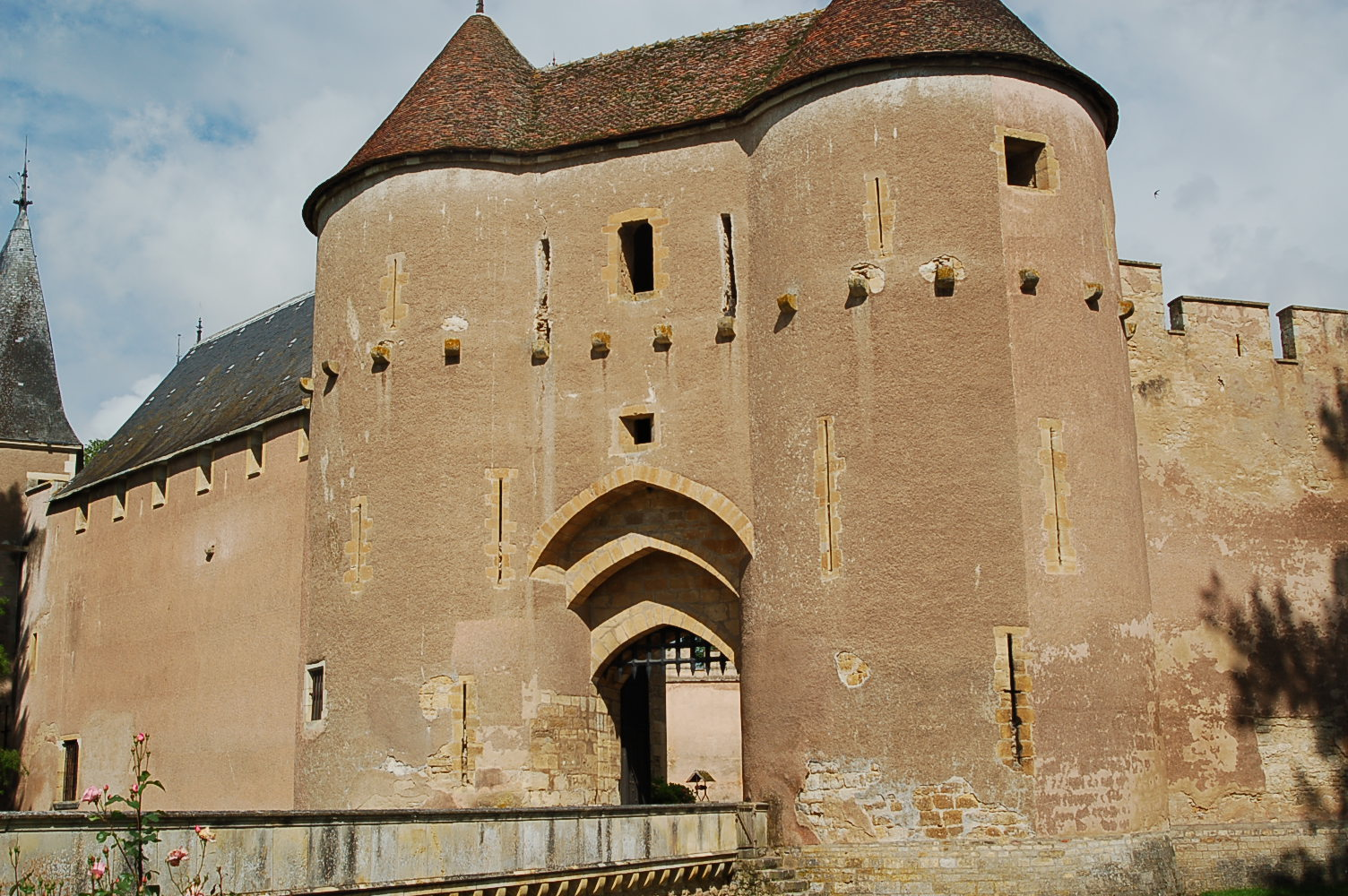
Châtelet d'entrée.
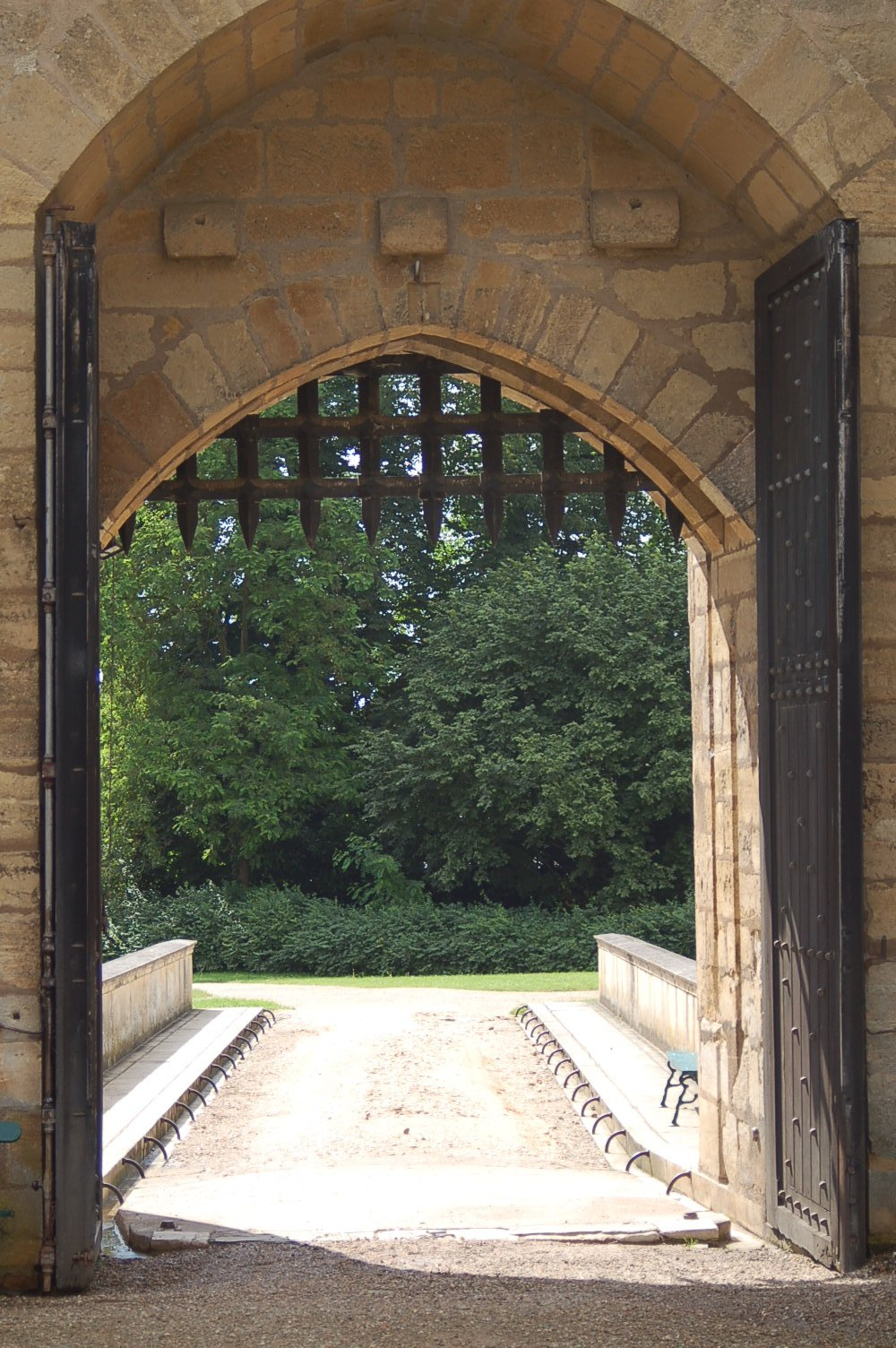
Porte.
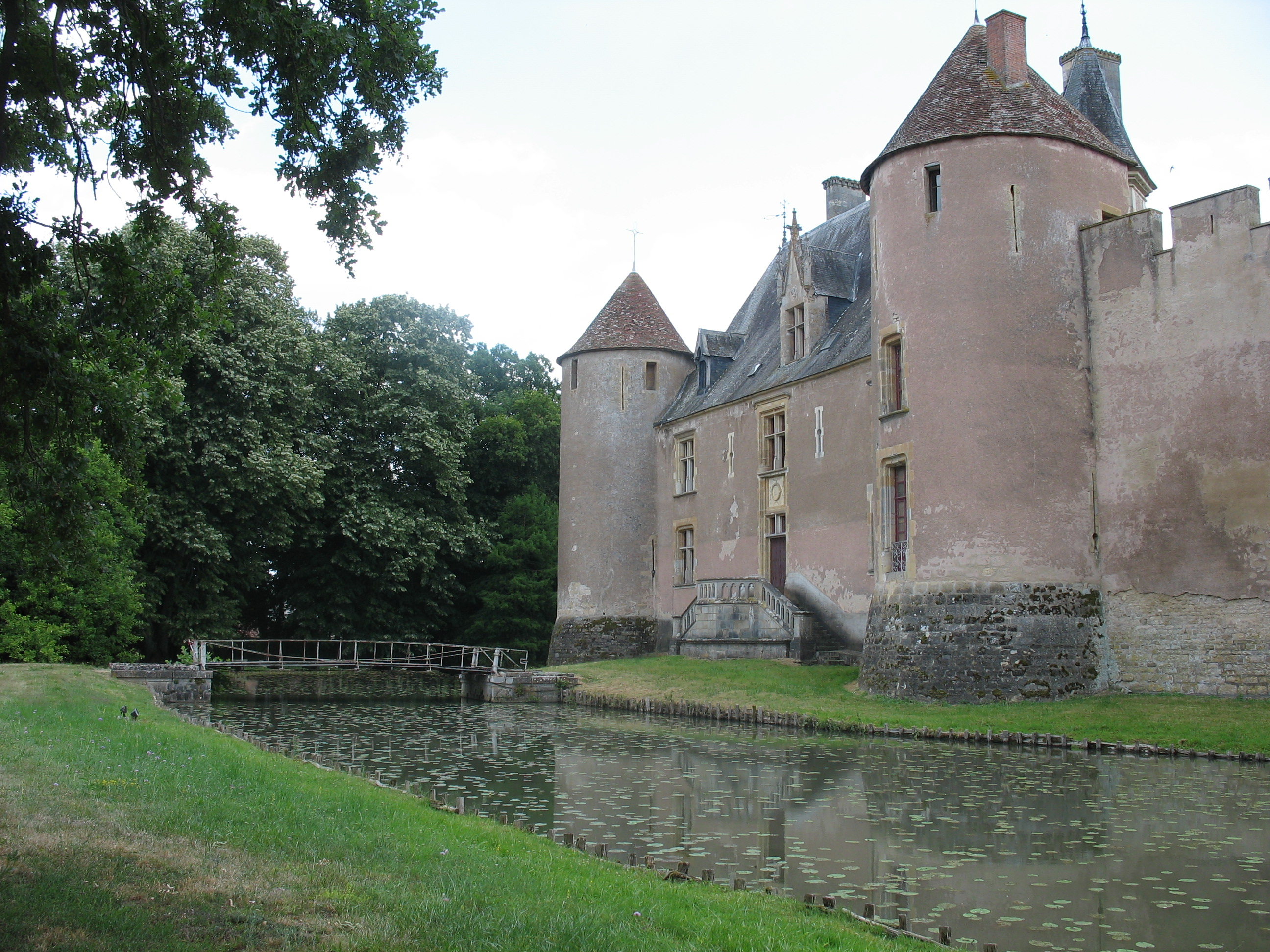
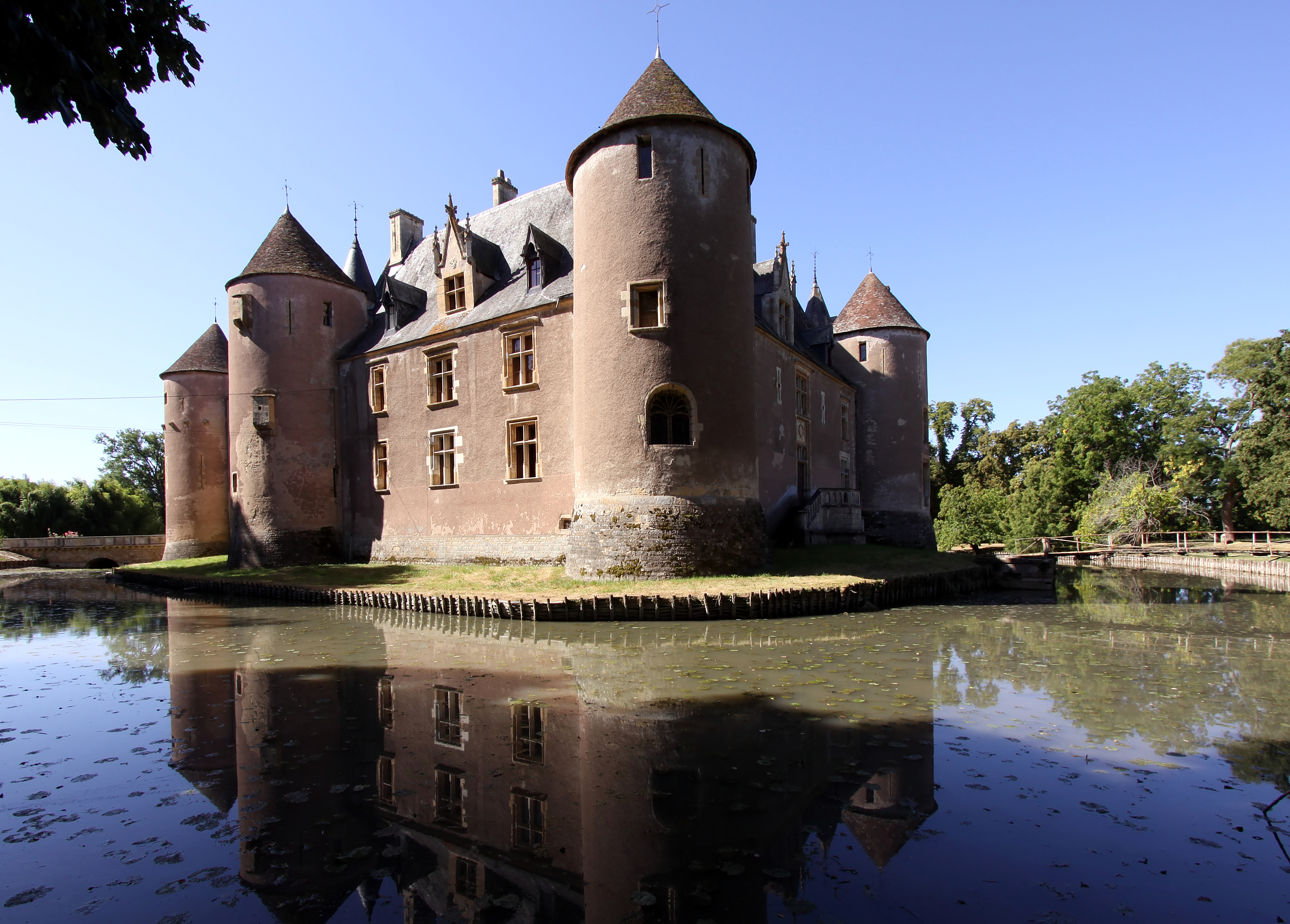
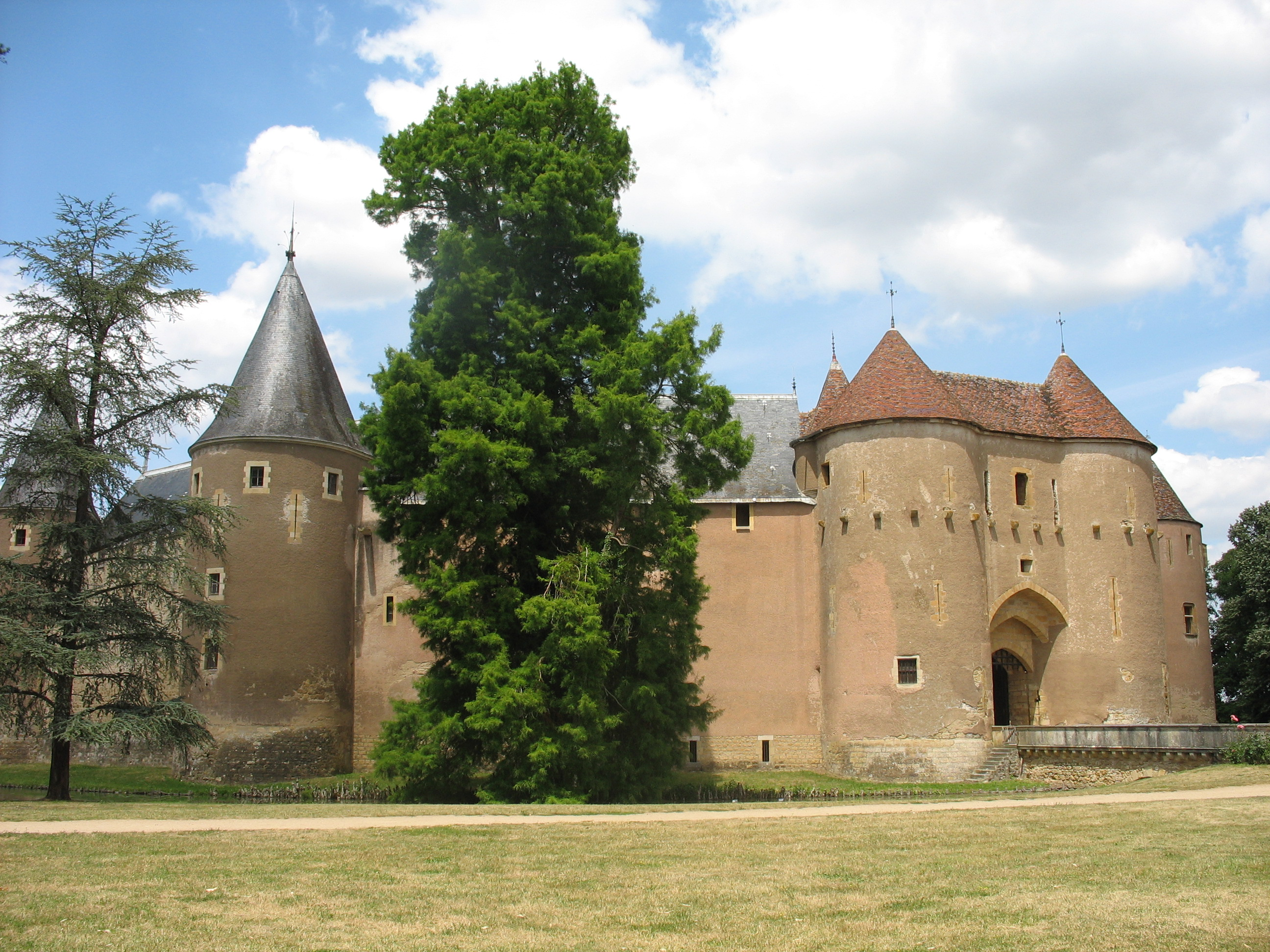
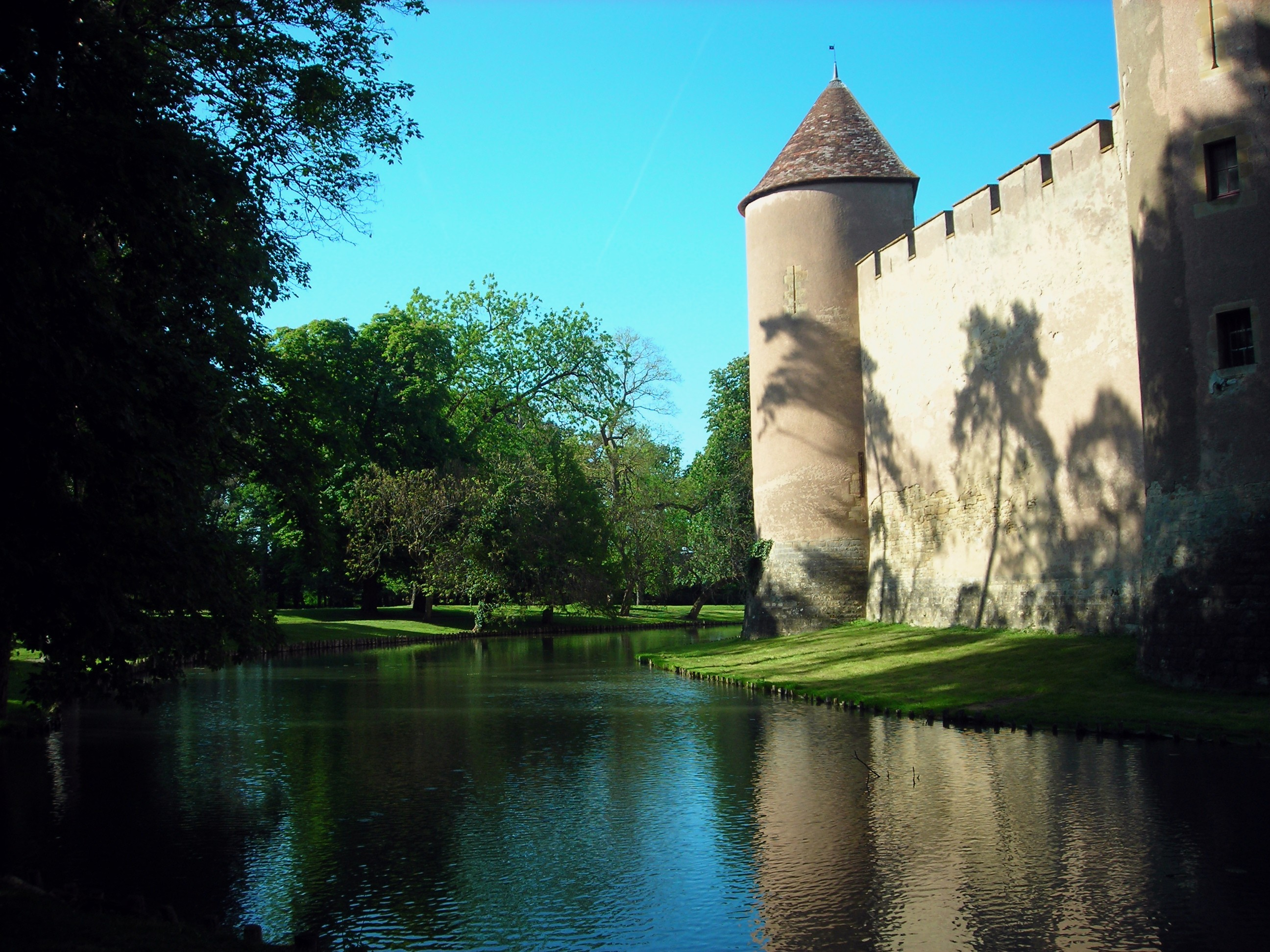
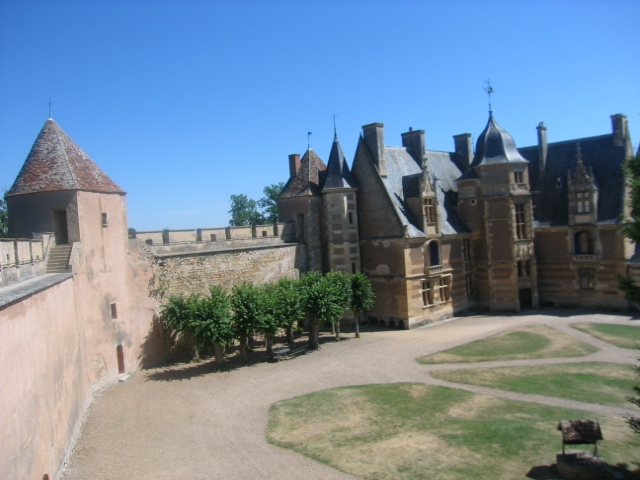

Le château d'Ainay-le-Vieil présente deux parties, l'une médiévale et l'autre pré-Renaissance de style Louis XII :
- la partie médiévale : elle vaut au château d'Ainay-le-Vieil d'être surnommé « le petit Carcassonne »[4]. En effet, de l'époque féodale nous est parvenu une enceinte octogonale du XIVe siècle construite sur l'emplacement d'une forteresse du XIIe siècle. Les hauts murs crénelés sertis de neuf tours sont équipées de meurtrières et d'un chemin de ronde. Ces courtines montant presque jusqu'au sommet des tours sont une disposition typique du XIVe siècle, permettant une meilleure circulation des défenseurs. L'aspect militaire l'emporte : l'entrée de la forteresse est défendue par un puissant châtelet qui, outre un système d'assommoir, était pourvu d'un pont-levis. Il est aujourd'hui remplacé par un pont dormant. Les douves, toujours en eaux, correspondent à un ingénieux système de canaux arrosant les jardins ;
- la partie pré-Renaissance : à la fin du XVe siècle, le donjon fut abattu pour laisser place à un corps de logis en brique et pierre pré-Renaissance de style Louis XII[2],[1]. Signe des temps, la façade du bâtiment est monumentale : passées les décennies de tourmente et les derniers avatars de la guerre de Cent ans, Ainay-le-Vieil montre cette volonté nouvelle d'éblouir et de marquer la puissance nobiliaire retrouvée en empruntant au vocabulaire architectural des édifices religieux. Construits en équerre avec une tour d'escalier à leur intersection, les corps de logis rappellent certaines dispositions de l'aile Louis XII du château de Blois, notamment les loggias influencées de la villa Poggio Reale et du Castel Nuovo de Naples s'ouvrant sur les façades pour éclairer les grandes chambres du premier étage. La tour d'escalier est une copie simplifiée de la tour du lion du château de Meillant : même plan octogonal, mêmes colonnettes torses soulignant les arêtes, même balustrade au sommet, cernant un dernier étage traité comme un Tempietto avec un dôme à l'impériale[15]. Typique du style Louis XII, l'élargissement des fenêtres véhicule une notion de luxe, tandis que leur abondance participe à la féerie du château[16] : Outre l’apport de la clarté, ces ouvertures élargies permettent désormais une aération plus importante des pièces dans un souci nouveau d'hygiène de vie[16]. Si les hauts toits à la française et l'escalier hélicoïdal font perdurer la tradition médiévale française, la superposition des ouvertures en travées organisant de façon régulière le rythme des façades[17], l’utilisation d'arcs en anse de panier et de festons et la décoration flamboyante épurée sont autant de nouveautés apparues au cours du règne[2],[1].

En conclusion, le château d'Ainay-le-Vieil, d'aspect militaire par son enceinte, n'en représente pas moins la transition entre l'art gothique et le style de la première Renaissance française, une évolution stylistique contemporaine des travaux des maîtres maçons Colin Biart et Catien Fordebraz à l'aile Louis XII du château de Blois ou de celles de Jacques Sourdeau au château du Verger de Seiches-sur-le-Loir.

### Décoration intérieure
Dans le « grand salon » du rez-de-chaussée se trouve une cheminée monumentale décorée de médaillons sculptés représentant Louis XII et son épouse Anne de Bretagne, qui furent reçus par la famille de Bigny au château. La pièce s'orne également de La Conversion de Saint-Hubert, ainsi que de toiles de maître évoquant les ancêtres Colbert de la famille.
La cheminée du salon voisin est ornée de fleurs de lys et de mouchetures d'hermines, avec les chiffres du roi et de la reine ainsi que la rose d'or d'Anne de Bretagne.
Attenante au salon et située dans une tour, la chapelle, qui est couverte d'un plafond à caissons sculptés, est pourvue de beaux vitraux attribués à Jean Lecuyer et de peintures murales représentant des scènes de l'Évangile. La tradition veut que Charles de Bigny soit le commanditaire de ces œuvres réalisées par les ateliers de la cathédrale Saint-Étienne de Bourges : on pense plutôt aujourd'hui qu'il s'agirait de réalisations du XVIIe siècle. Une restauration récente vient de libérer ces peintures des couches successives de repeints ajoutés au fil des siècles.
Dans le « billard », se trouvent des souvenirs de famille, dont les tableaux représentant les frères Auguste François-Marie de Colbert-Chabanais et Pierre-David de Colbert-Chabanais, généraux de Napoléon. Le « salon vert », quant à lui, conserve des souvenirs de la famille d'Aligny.

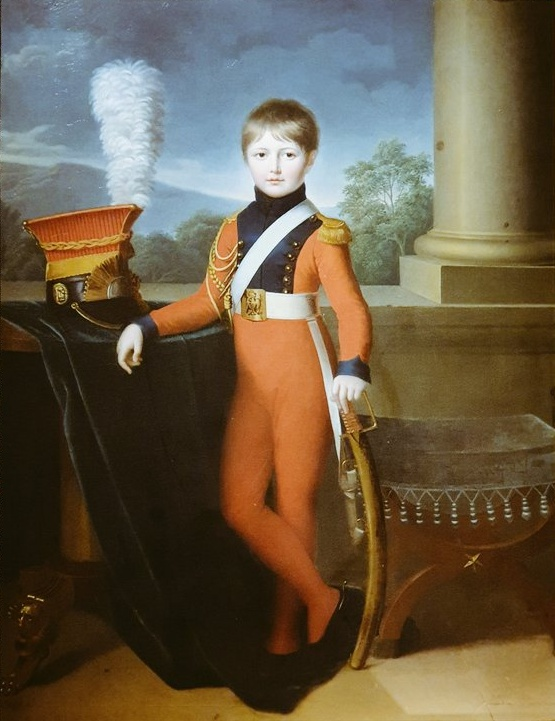
Jeanne-Élisabeth Chaudet, Portrait de Napoléon-Joseph de Colbert-Chabanais en uniforme de lancier, vers 1814, château d'Ainay-le-Vieil.
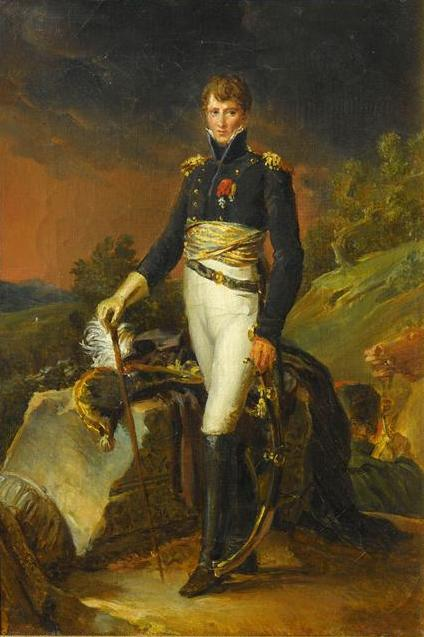
François Gérard, Auguste François-Marie, baron de Colbert-Chabanais (1777-1809), général, 1809, château de Versailles, réduction d'un original exposé au salon de 1810, conservé au château d'Ainay-le-Vieil.

### Parc et jardins
Les jardins du château, avec leur roseraie et leurs chartreuses, furent aménagés par les familles d'Aligny, de la Tour d'Auvergne et Peyronnet, les propriétaires actuels.
Histoire
Deux pavillons de style Renaissance tardif marquent l'entrée des jardins. Ils datent du début du XVIIe siècle, de même que les canaux des jardins qui entourent le « Carré de l'Île » et le canal de dérivation qui alimente le moulin maintenant « Bassin de la Roseraie ».
Au fil du temps, les jardins ont évolué : la structure des chartreuses est construite en surplomb des canaux pour améliorer la qualité et la production de fruits et le potager occupe le « Carré de l'Île ». Au XIXe siècle, le parc devient paysager. Au XXe siècle, il possède de nombreuses et belles essences, comme les cyprès chauves plantés au bord des douves ou des canaux, mais la tempête de 1984-1985 fait d'importants dégâts, point de départ de grands travaux de réhabilitation.
En 2022, le domaine reçoit le prix des jardins du Grand Trophée Dassault Histoire et Patrimoine, doté de 60 000 euros.
Description

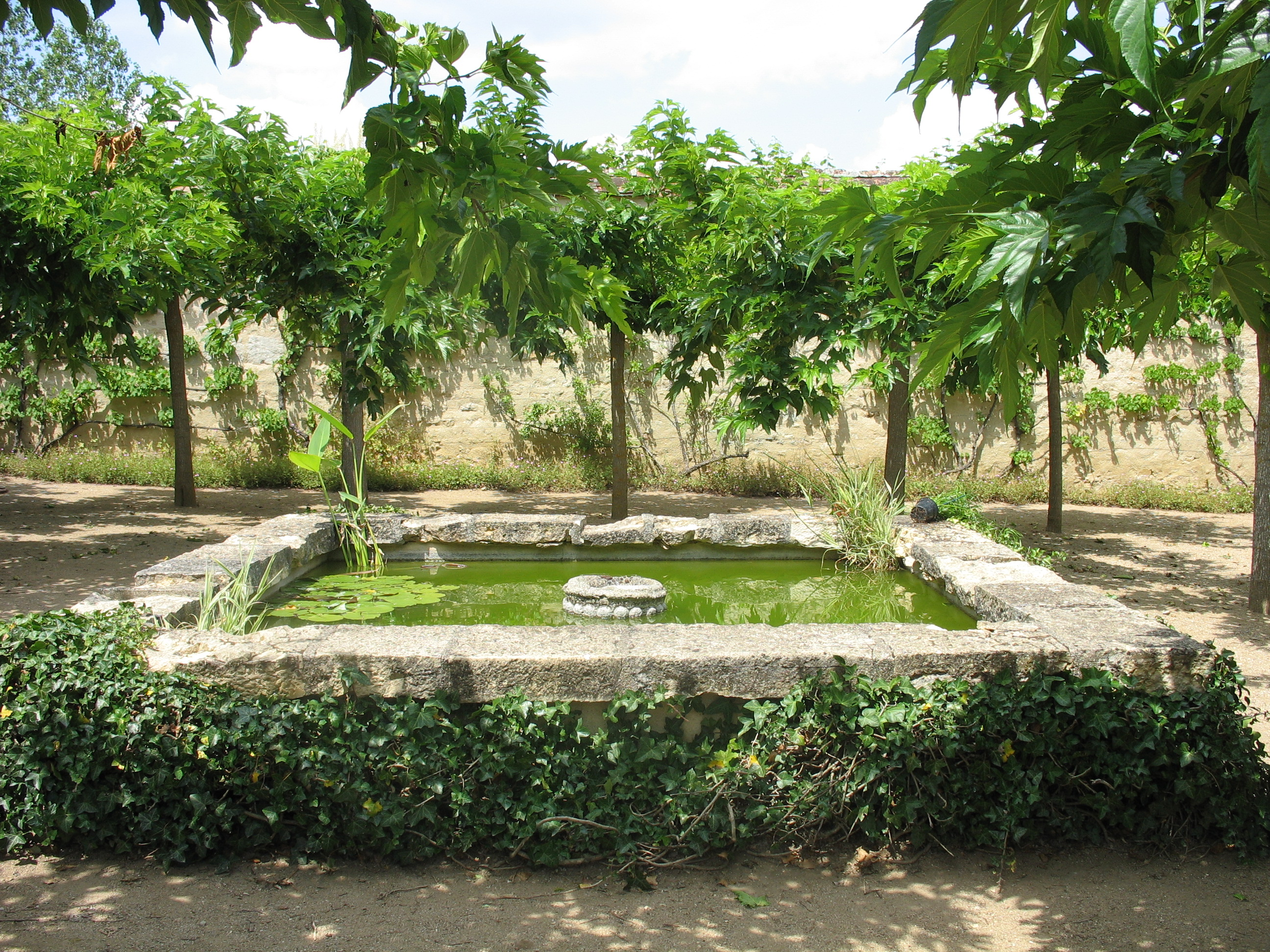
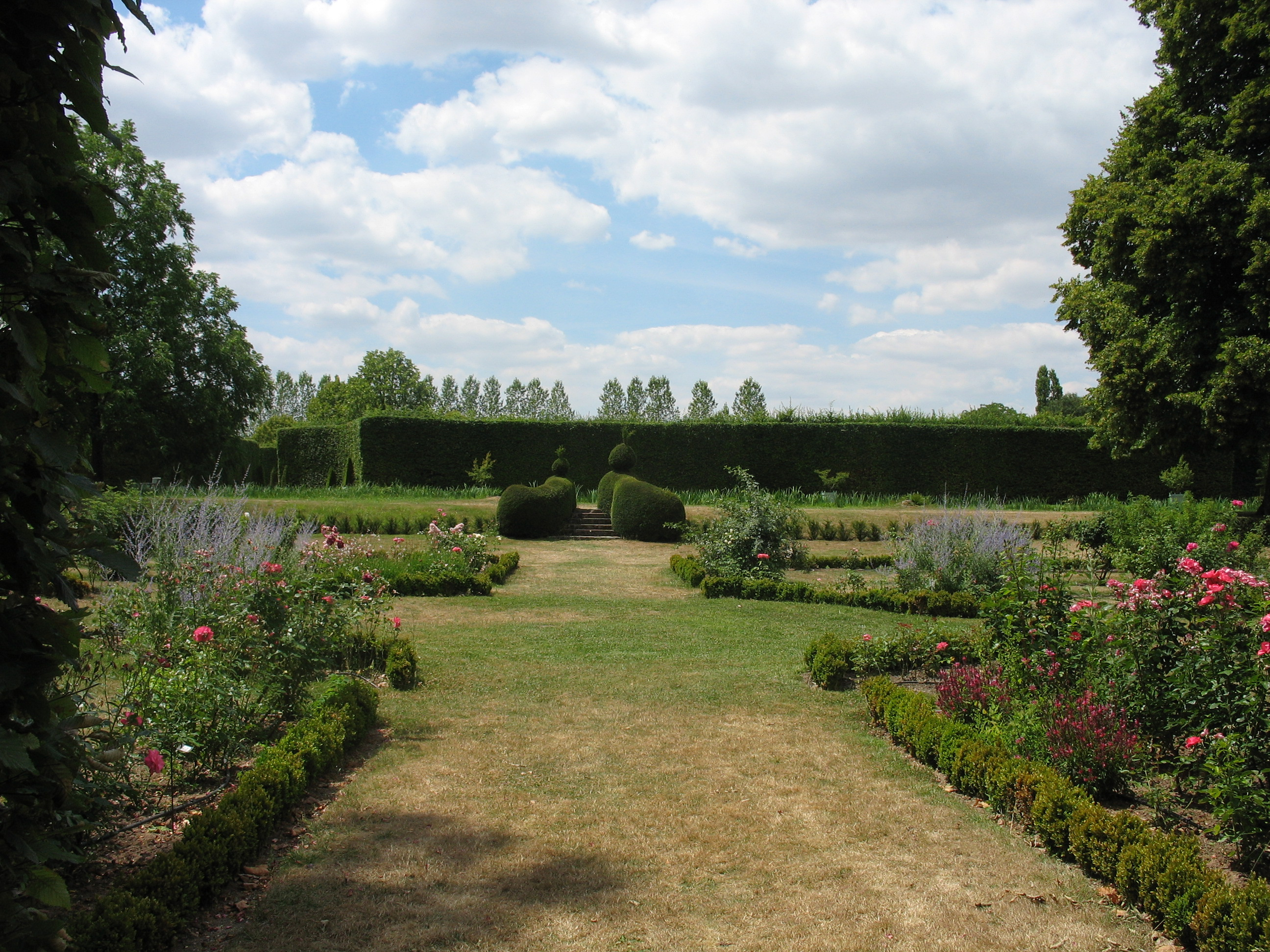
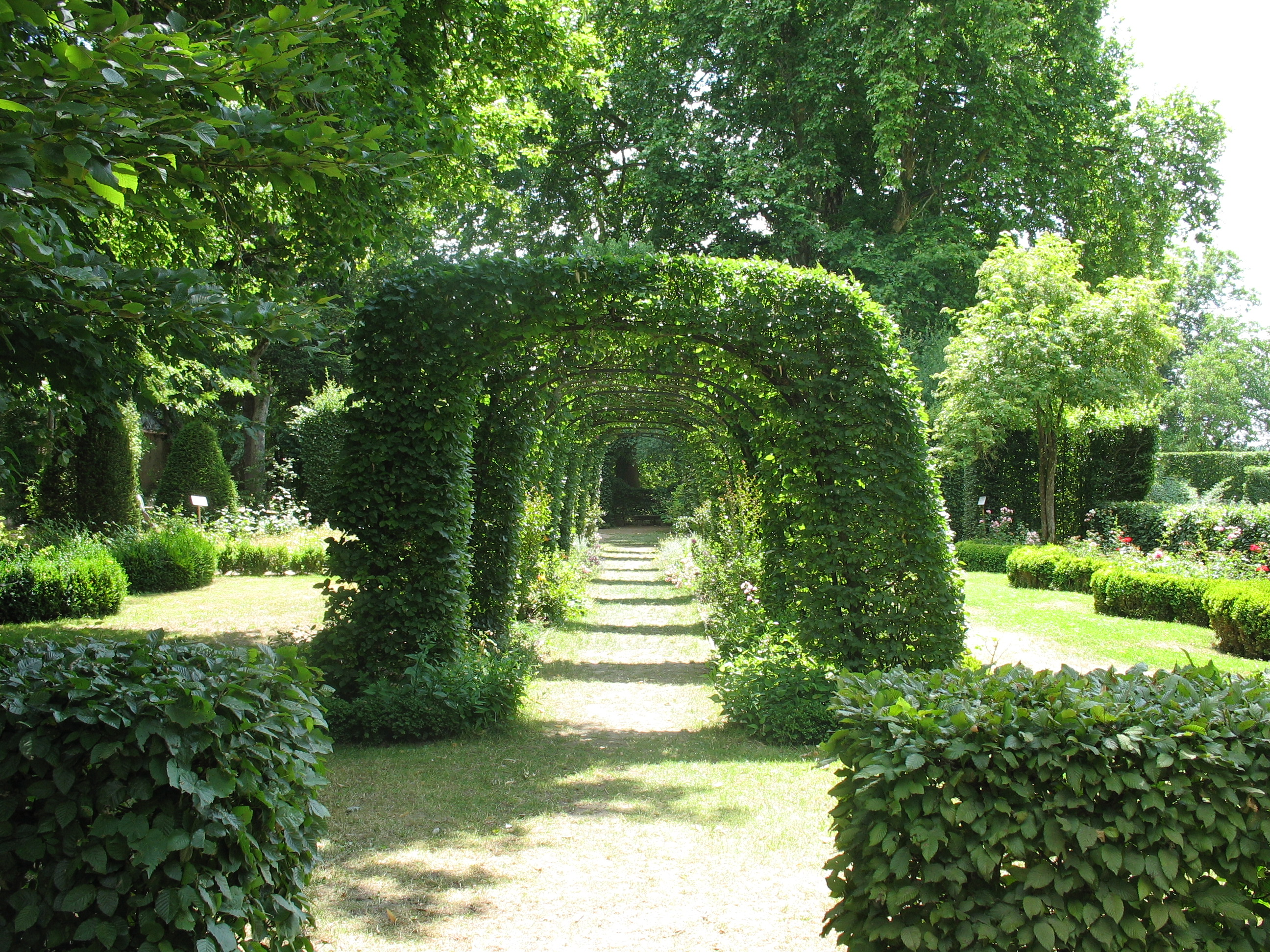
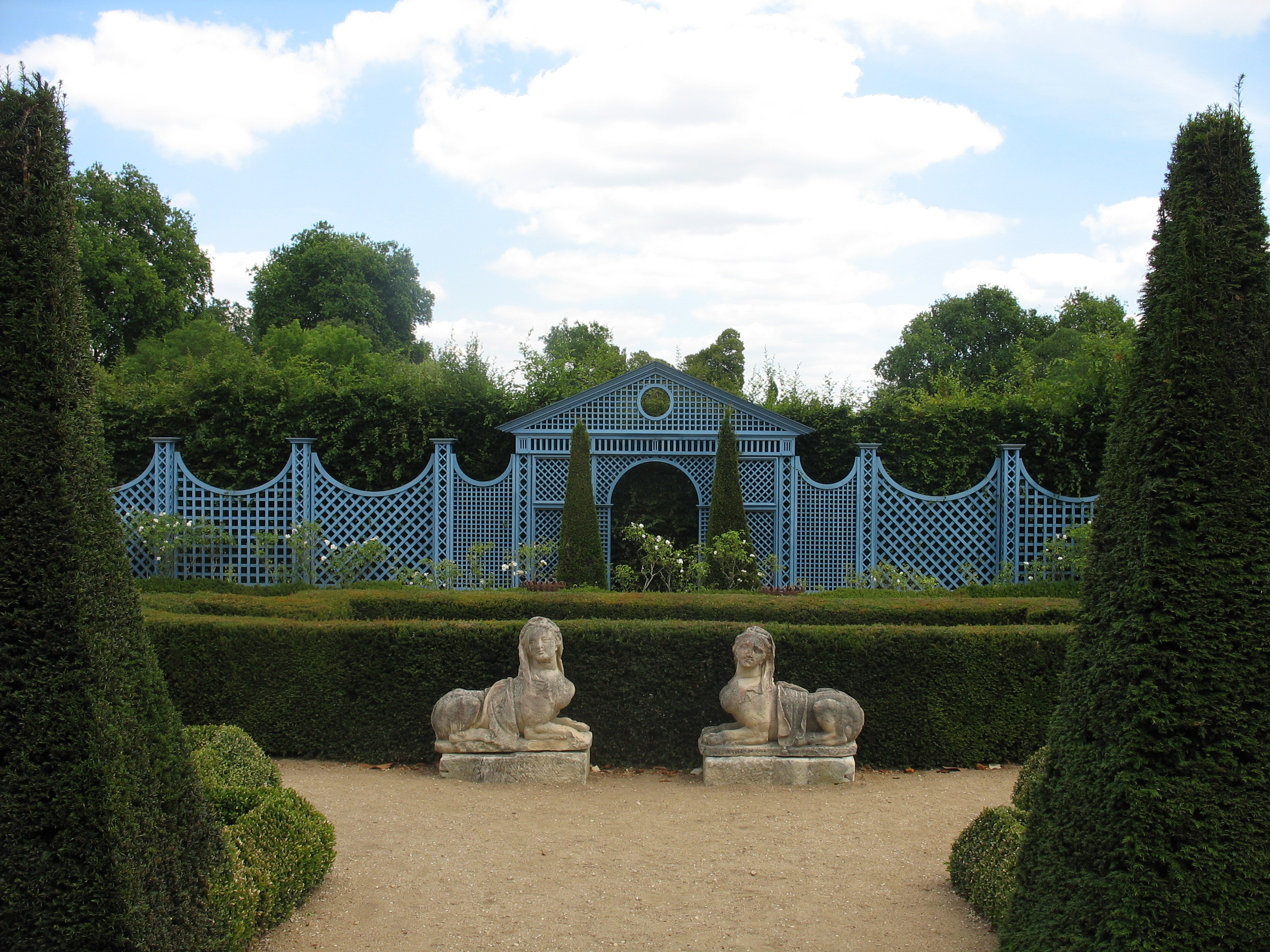
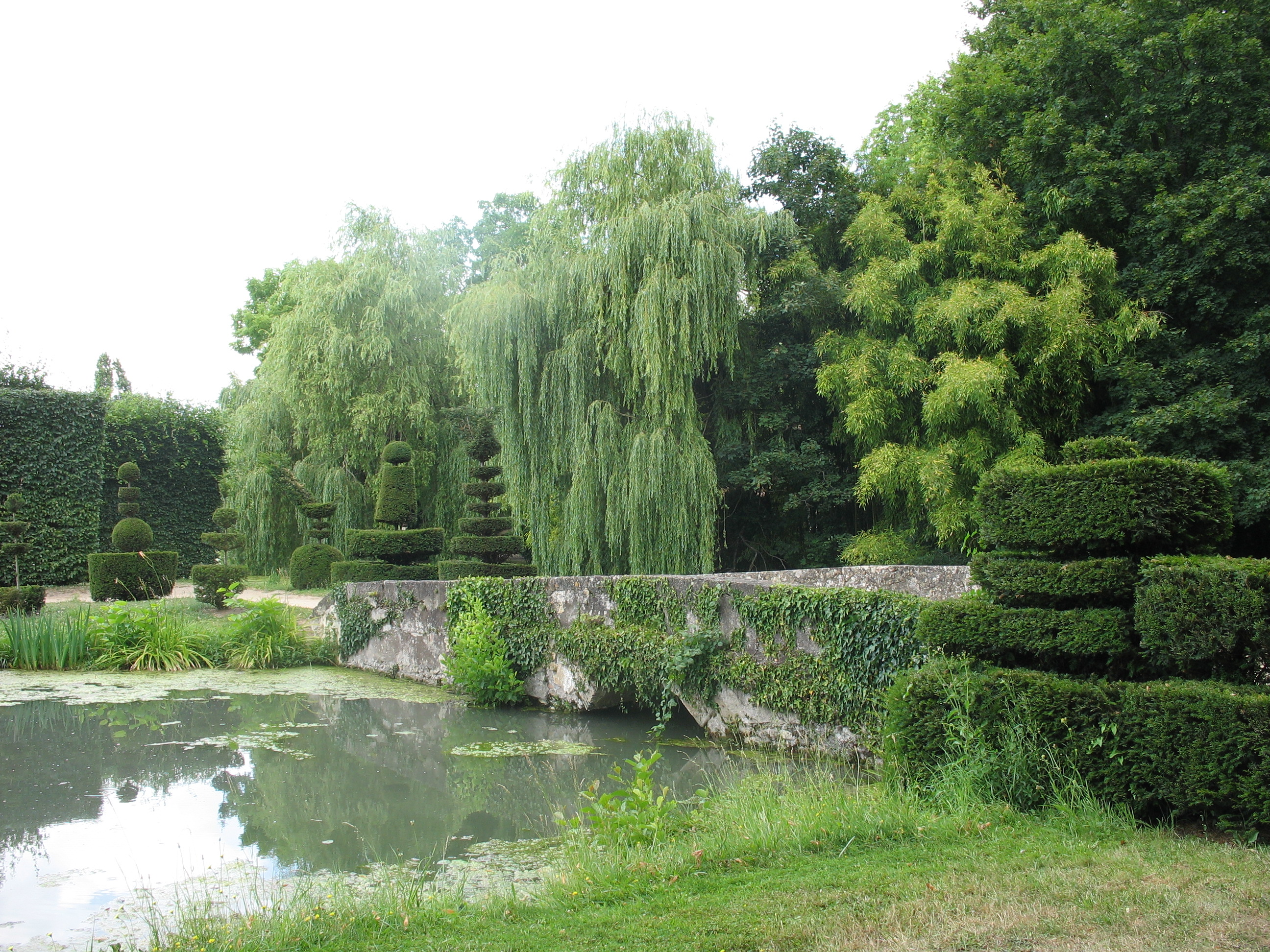
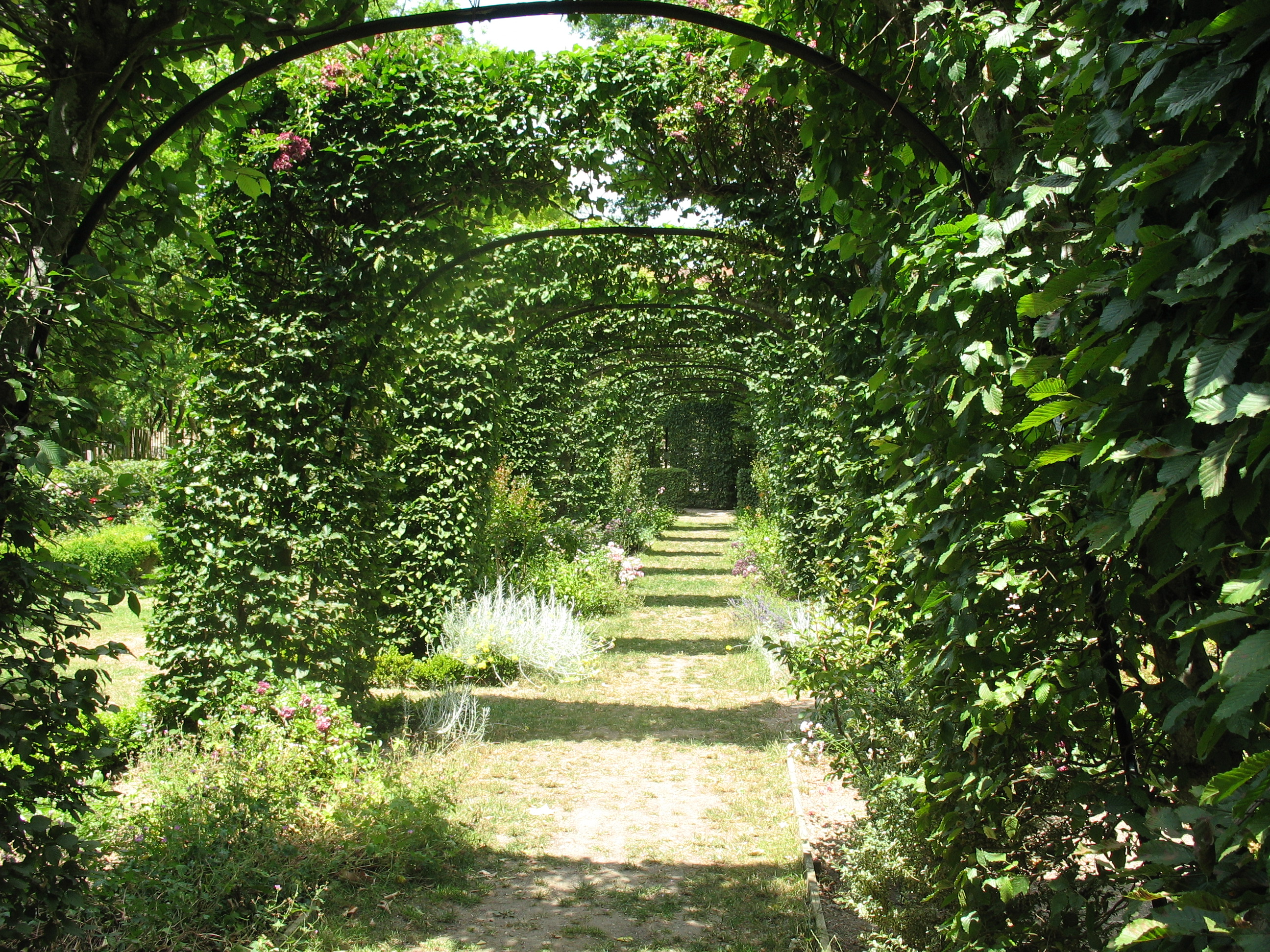
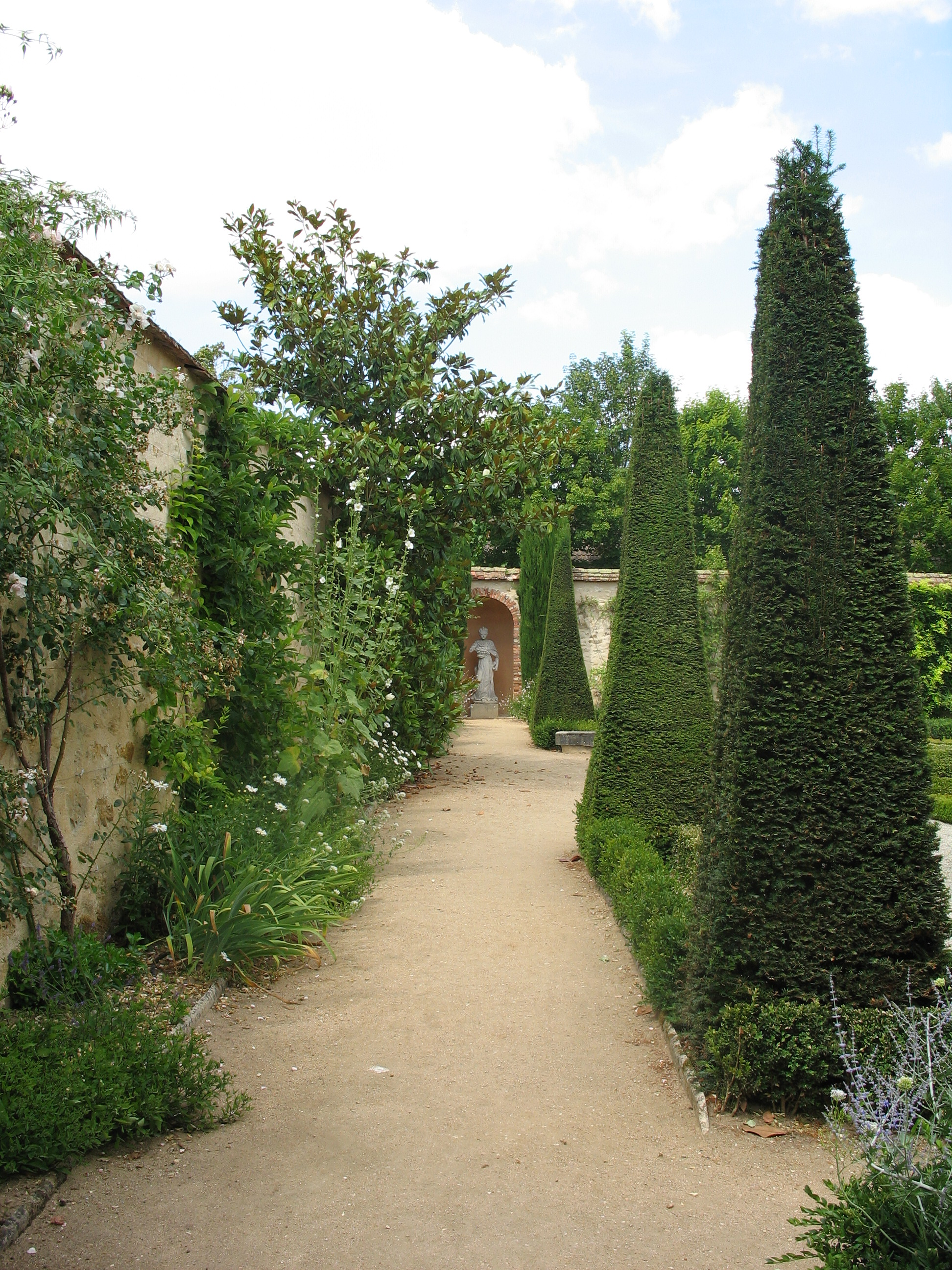
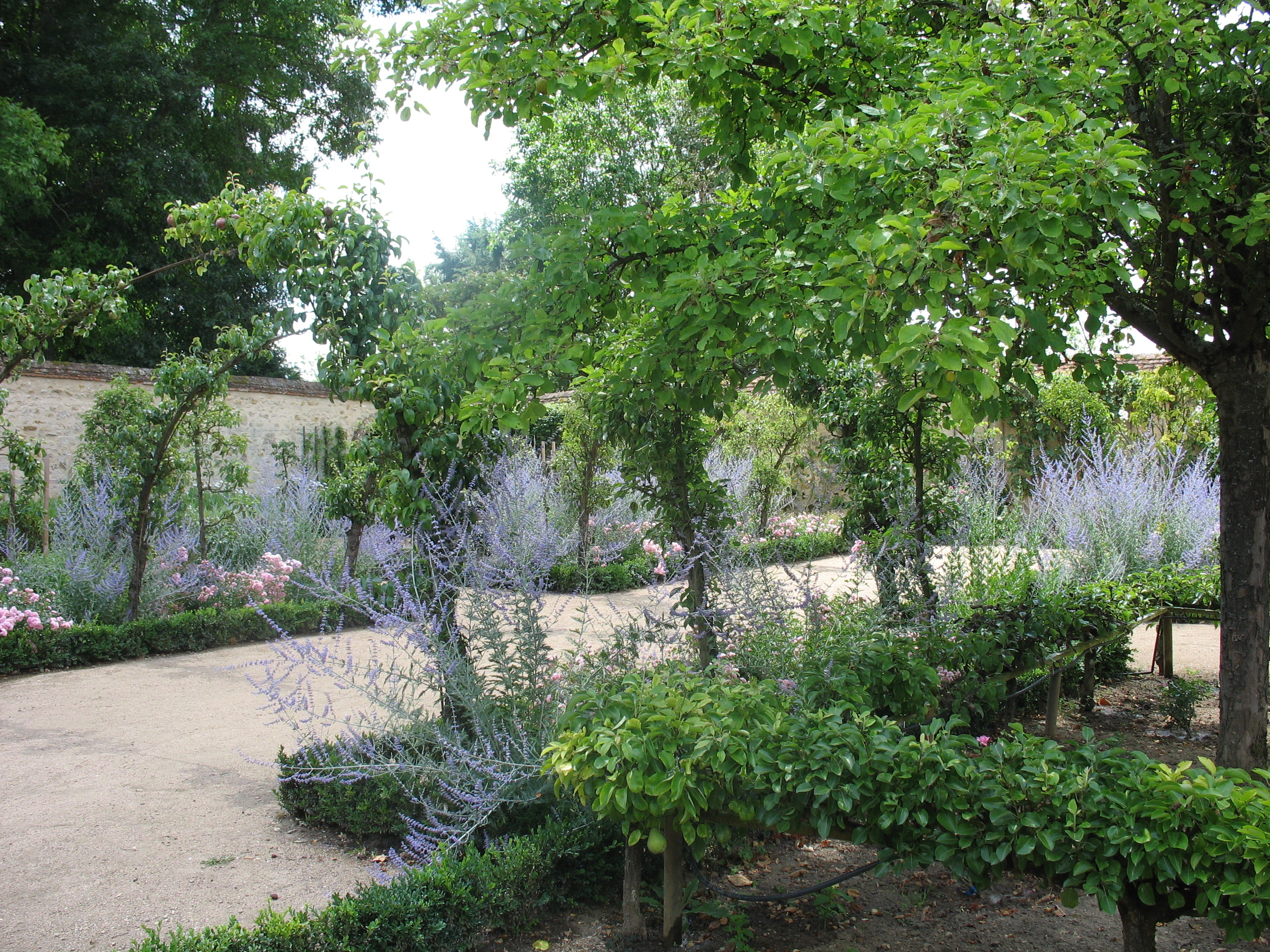

Le nouveau parc invite à une promenade dans l'art des jardins avec la roseraie de roses anciennes face aux deux pavillons, le « Carré de l'île » avec ses charmes taillés en palissade et son potager, et, ensuite, les cinq chartreuses qui protègent, chacune, un jardin à thème. Le parc se caractérise aussi par une forte présence de l’eau dans toutes ses fonctions : elle est défensive quand elle entoure le château ; elle devient d'agrément lorsqu'elle entoure des jardins en formant le « Grand Carré de l'île », grâce à un judicieux réseau de canaux ; elle est utilitaire lorsque, par un jeu de pelles et de déversoirs, elle alimente le moulin et le lavoir.
La première étape de la renaissance du parc fut la création d’une roseraie de roses anciennes, qui rassemble une collection de roses rares et anciennes. Elle évoque l'histoire de la rose, des origines à nos jours avec :
- la rosa gallica, rosier indigène à fleurs simples ;
- les rose de Provins : Centifolia et Damas, qui furent progressivement créées, par croisements spontanés ;
- la rosa indica, rosier à odeur de thé, qui provoqua une vraie révolution dans la floraison des roses puisqu’elle permit aux roses de remonter l’été et son délicieux parfum ;
- les rosiers lianes, qui envahissent les arbres et les murs des deux pavillons du XVIIe siècle ;
- la rose Colbert créée en 1989 par la Maison Delbard, en hommage au ministre de Louis XIV, ancêtre des propriétaires ;
- la rose Viridiflora, pour l’étrangeté de sa couleur verte ;
- la rose Chapeau de Napoléon ou Cristata, créée en 1827 pour la mousse qui recouvre ses sépales ;
- la rose Fantin Latour, pour son odeur exquise et sa centaine de pétales.

Cinq chartreuses furent ensuite créées. Ce sont des espaces entourés de murs, reliés par des arcades, qui permettent de protéger les plantes potagères et fruitières des vents froids. Elles sont un témoin de l’histoire des jardins et d’un savoir faire en cours de renaissance, avec le développement de la culture durable des fruits. Elles sont aussi un exemple de l’art du treillage, du palissage et du topiaire. Ces cinq jardins traitent de thèmes différents :
1. le jardin bouquetier et sa bordure mixte à la floraison qui évolue au cours des saisons ;
2. le verger sculpté et ses formes fruitières, semblables à celles créées par La Quintinie au potager du roi du château de Versailles au XVIIe siècle ;
3. le « jardin de méditation » entourant « la maison en if » face à la fresque, inspirée de Saint François d'Assise parlant aux oiseaux de Giotto ;
4. le « cloître des Simples », avec son promenoir en tilleuls dans l'esprit de la Renaissance, ses simples et ses topiaires en pommier ou en if ;
5. les « parterres de broderie » évoquent les jardins à la française, qui atteignirent leur apogée avec André Le Nôtre.

Ils bénéficient du label d'État Jardin remarquable, décerné par le ministère de la Culture.

## Protection
Le château fait l'objet de plusieurs protections successives au titre des monuments historiques. Il est tout d'abord placé sur la liste des monuments historiques de 1862, avant d'en être retiré en 1888.
Les façades et toitures de l'ensemble du château (c'est-à-dire l'enceinte avec les tours, la poterne d'entrée et le logis d'habitation), ainsi que les douves pour l'extérieur, l'oratoire et le grand salon situés au premier étage du logis pour l'intérieur, font l’objet d’un classement au titre des monuments historiques depuis le 1er février 1968.
Le parc et les jardins, ainsi que les murs de clôture font l’objet d’une inscription au titre des monuments historiques depuis le 5 juillet 1993. Enfin, les deux pavillons d'entrée du jardin, la pêcherie et la pièce d'eau voisine, le potager avec le canal qui l'entoure, les chartreuses et le portail d'entrée de la ferme font l’objet d’un classement au titre des monuments historiques depuis le 3 décembre 1998.

## Pour approfondir

#### Ouvrages
Par ordre chronologique de publication :
- Eugène Viollet-le-Duc, Dictionnaire raisonné de l’architecture française du XIe au XVIe siècle, tome 1, Paris, rue Mignon, Imprimerie de E. Martinet, 1854-1868  (ISBN 9783849135973)
- Léon Palustre (dir.), L'architecture de la Renaissance, Paris, 7 rue Saint-Benoît, ancienne maison Quentin, Libraires-Imprimerie réunies, 1892  (ISBN 9781508701187)
- Paul Rouaix, Histoire des beaux arts Moyen Âge renaissance, Paris, Librairie Renouard, Henri Laurens., 1906, 194 pages
- Harold Donaldson Eberlein, Abbot Mcclure, Edward Stratton Holloway, The Practical Book of Interior Decoration, philadelphie et Londres, J.B Lippincott Company, 1919, 424 pages p.   (ISBN 9781372345036)
- Robert Ducher (photogr. Pierre Devinoy), Caractéristiques des styles, Paris, FLAMMARION Éditeur, 1963, 410 p.   (ISBN 9782080113597)
- Jean-Pierre Babelon, Châteaux de France au siècle de la Renaissance, Paris, Flammarion / Picard, 1989/1991, 840 pages p. , 32 cm  (ISBN 978-2080120625)
- [Pérouse de Montclos 1992] Jean-Marie Pérouse de Montclos (dir.), « Ainay-le-Vieil : Château », dans Le guide du patrimoine Centre Val de Loire, Paris, Hachette, 1992, 733 p. (ISBN 978-2-01-018538-0), p. 100
- [Hayot 2017] Denis Hayot, « Le château d'Ainay-le-Vieil : l'architecture fortifiée du XIIIe siècle », dans Congrès archéologique de France. 176e session. Cher. Gothique flamboyant et Renaissance en Berry. 2017, Paris, Société française d'archéologie, 2019, 413 p., p. 117-135
- [Guillaume 2017] Jean Guillaume, « Le château d'Ainay-le-Vieil : le logis neuf », dans Congrès archéologique de France. 176e session. Cher. Gothique flamboyant et Renaissance en Berry. 2017, Paris, Société française d'archéologie, 2019, 413 p., p. 137-146
- [Boudon 2017] Françoise Boudon et Marie-Sol de La Tour d'Auvergne, « Les jardins d'Ainay-le-Vieil », dans Congrès archéologique de France. 176e session. Cher. Gothique flamboyant et Renaissance en Berry. 2017, Paris, Société française d'archéologie, 2019, 413 p., p. 147-152

#### Périodiques
- Le Cher remarquable : 80 sites vus du ciel ; n° spécial du Berry Républicain décembre 2011 p.  80-81.  (ISSN 0988-8357)
- Camille Collomb, « Cher. Ainay-le-Vieil. Étude du secteur nord-est de l'enceinte du château », Bulletin monumental, t. 181, no 2,‎ 2023, p. 155-158 (ISBN 978-2-36919-201-5)